# Vera (seizoen 2)
Dit artikel vat het tweede seizoen van Vera samen. Dit seizoen liep van 22 april 2012 tot en met 3 juni 2012 en bevatte vier afleveringen. 

## Rolverdeling

### Hoofdrollen
- Brenda Blethyn - DCI Vera Stanhope
- Jon Morrison - DC Kenny Lockhart
- David Leon - DS Joe Ashworth
- Sonya Cassidy - Celine Ashworth
- Riley Jones -  DC Mark Edwards
- Tom Hutch - DC John Warren
- Paul Ritter - dr. Billy Cartwright

## Afleveringen
| Nr. | Aflevering | Titel               | Schrijver    | Regisseur        | Selectie gastrollen | Uitzenddatum  |  |
| --- | ---------- | ------------------- | ------------ | ---------------- | --- | ------------- |  |
| 5 | 1          | The Ghost Position  | Paul Rutman  | Peter Hoar       | Jessica Barden - Stella Macken Steven Hartley - Stuart Macken Wunmi Mosaku - DC Holly Lawson Ron Cook - Brian Gower Julie Graham - Marianne Gower                                                                                        | 22 april 2012 |  |
| De dochter van een oud-collega en instructeur, Stuart Macken, van Vera wordt zwaargewond het ziekenhuis binnengebracht door een brandbom. Stuart kan dit niet verwerken en pleegt voor de ogen van Vera zelfmoord door van een balustrade af te springen. Vera bijt zich hierdoor vast in het onderzoek van de aanval op de dochter. Het onderzoek leidt het team al snel naar een aantal verdachten: de stiefvader van de dochter, een vermiste demonstrant die Stuart onder toezicht hield, de zwangere vriendin van de vermiste demonstrant en een leraar. Verder onderzoek onthult een affaire tussen Stuart en een hogere officier, en een tweede moordaanslag in het ziekenhuis op de dochter breekt de zaak open en verklaart ook waarom Stuart zelfmoord pleegde. |            |                     |              |                  | |               |  |
| 6 | 2          | Silent Voices       | Gaby Chiappe | Paul Whittington | Cush Jumbo - DC Bethany Whelan Hannah Britland - Hannah Lister Stephanie Carey - Jenny Lister Daymon Britton - Danny Shaw Antony Byrne - Craig Penny Downie - Veronica Eliot                                                             | 29 april 2012 |  |
| Wanneer de geliefde en gerespecteerde maatschappelijk werkster Jenny Lister wordt vermoord door verdrinking, terwijl zij aan het zwemmen was, gaan Vera en Joe op onderzoek uit. Zij stuiten op een eerdere zaak van Jenny, dit betrof de dood van een kind dat verdronk in bad. De moeder van het kind werd hier schuldig aan bevonden en zit momenteel een gevangenisstraf uit, en Jenny begeleidde een maatschappelijk werkster met deze zaak. Wanneer de vermiste laptop van Jenny wordt gevonden, ontdekken Vera en Joe dat Jenny bezig was met het schrijven van een boek over de verdrinking van het kind. Dit geef hen een hoofdverdachte, totdat deze ook vermoord wordt door verdrinking. Nu moeten zij hun onderzoek richten op een moordverdachte die nu twee moorden heeft gepleegd. |            |                     |              |                  | |               |  |
| 7 | 3          | A Certain Samaritan | Paul Rutman  | Ed Bazalgette    | Cush Jumbo - DC Bethany Whelan James Burrows - Charlie Sean Campion - Guthrie Gary Cargill - Lester Riley Jones - PC Edwards Phyllis Logan - Shirley                                                                                     | 20 mei 2012   |  |
| Na een melding van een vechtpartij vindt de politie alleen bloedsporen en een schoen, dan wordt een dood lichaam gevonden in een afvalcontainer in Portsmouth die een schoen mist. Het slachtoffer heeft sporen van heroïne in zijn lichaam en een geldbedrag van 300 pond en een creditcard met een andere naam op zijn lichaam. Het onderzoek brengt Vera en Joe naar een overbezorgde moeder, een vriendin, een homoseksuele barkeeper die stervende is aan leukemie en een drugsdealer die later vermoord wordt gevonden op het strand. Vera ontdekt dat de vriend van de moeder meer van deze zaken weet dan hij eerder beweerde. Vera moet ondertussen haar persoonlijke gevoelens voor haar overleden vader onder controle krijgen, nadat Joe haar de adresgegevens geeft van de maîtresse van haar vader.                                                                                             |            |                     |              |                  | |               |  |
| 8 | 4          | Sandancers          | Colin Teevan | Julian Holmes    | Ben Aldridge - Ollie / Alex Barton Simon Chandler - Keith Barton Barbara Marten - Diane Barton Naomi Bentley - Laura Deverson Barry McGee - sergeant 'Dev' Deverson Anna Bolton - vrouw van sergeant Clare Calbraith - kapitein Shepherd | 3 juni 2012   |  |
| Wanneer sergeant 'Dev' Deverson vermoord wordt gevonden op de kazerne wordt de hulp ingeroepen van Vera en Joe. Eerst wordt ervan uitgegaan dat Dev zelfmoord heeft gepleegd, de autopsie wijst al snel uit dat dit uitgesloten kan worden en dat het een moordzaak betreft. Het onderzoek wijst uit dat de moord te maken heeft met een gebeurtenis in Afghanistan, hier werd een ondergeschikte van Dev, Ollie, gedood door een bom. Het blijkt dat Ollie een affaire had met de vrouw van Dev, en Vera denkt dat Ollie daar bewust door Dev gedood werd. Onder de verdachte van de moord op Dev zitten: de vrouw van Dev, de familie van Ollie en de rest van de teamleden van Dev. Het onderzoek wordt bemoeilijkt door een andere moord op een teamlid en de tegenwerking van het leger. Uiteindelijk vermoedt Vera dat de dader gezocht moet worden bij de familie van Ollie, en dan speciaal de vader. |            |                     |              |                  | |               |  |